# GOOD Music
GOOD (Getting Out Our Dreams) Music, Inc. – wytwórnia płytowa założona w 2004 roku przez Kanye Westa. Wydała między innymi album Johna Legenda pt. Get Lifted, który okazał się sukcesem i został zatwierdzony jako platyna. Wydawnictwo wydało także inny platynowy tytuł, rapera Commona pt. Be. Dystrybucją płyt wytwórni zajmowało się Sony BMG Music Entertainment, jednak firma ta zaprzestała współpracy z wytwórnią. 
Muzycy wydający dla wytwórni to: Kanye West, Big Sean, Pusha T, Teyana Taylor, D'banj, John Legend oraz Marco Viscardi. Natomiast producenci to: Hudson Mohawke, Q-Tip, Travis Scott, NØID, Jeff Bhasker i Symbolyc One (S1).

## Wydane albumy
- John Legend – Get Lifted (2004)
- Common – Be (2005)
- John Legend – Once Again (2006)
- Consequence – Don't Quit Your Day Job! (2007)
- Common – Finding Forever (2007)
- John Legend – Evolver (2008)
- Common – Universal Mind Control (2008)
- Malik Yusef – G.O.O.D. Morning, G.O.O.D. Night (2009)
- Kid Cudi – Man on The Moon: The End of Day (2009)
- Mr Hudson – Straight No Chaser (2009)
- John Legend and The Roots – Wake Up! (2010)
- Kid Cudi – Man on the Moon II: The Legend of Mr. Rager (2010)
- Big Sean – Finally Famous (2011)
- Pusha T – Fear of God II: Let Us Pray (2011)

- Różni wykonawcy – Cruel Summer (2012)

- Pusha T – DAYTONA (2018)
- Kanye West – ye (2018)
- Kids See Ghosts (Kanye West i Kid Cudi) – KIDS SEE GHOSTS (2018)
- Teyana Taylor - K.T.S.E (2018)
- Sheck Wes - Mudboy (2018)
- Kanye West - Jesus is King (2019)
- 070 Shake - Modus Vivendi (2020)